# Idmidronea
Idmidronea is een geslacht van mosdiertjes uit de familie van de Tubuliporidae en de orde Cyclostomatida. De wetenschappelijke naam ervan werd in 1920 voor het eerst geldig gepubliceerd door Canu & Bassler.

## Soorten
- Idmidronea antarctica Borg, 1944
- Idmidronea australis (MacGillivray, 1882)
- Idmidronea bidenkapi (Kluge, 1955)
- Idmidronea biporata Brood, 1976
- Idmidronea contorta (Busk, 1875)
- Idmidronea erecta Liu, Liu & Zágoršek, 2019
- Idmidronea filiformis (Canu & Bassler, 1929)
- Idmidronea fraudulenta Ostrovsky & Taylor, 1996
- Idmidronea hula Borg, 1944
- Idmidronea incrastata (Okada, 1928)
- Idmidronea maxillaris Lonsdale, 1845
- Idmidronea murogensis (Brood, 1976)
- Idmidronea obtecta Borg, 1944
- Idmidronea pellucida Ostrovsky & Taylor, 1996
- Idmidronea pseudocrisina Borg, 1944
- Idmidronea tumida Smitt, 1872

Niet geaccepteerde soorten:
- Idmidronea atlantica (Forbes in Johnston, 1847) → Exidmonea atlantica (Forbes in Johnston, 1847)
- Idmidronea coerulea Harmelin, 1976 → Exidmonea coerulea (Harmelin, 1976)
- Idmidronea curvata Borg, 1944 → Exidmonea curvata (Borg, 1944)
- Idmidronea fenestrata Busk, 1859 → Pleuronea fenestrata (Busk, 1859)
- Idmidronea flexuosa (Pourtalès, 1867) → Exidmonea flexuosa (Pourtalès, 1867)
- Idmidronea magna Androsova, 1968 → Idmidronea obtecta Borg, 1944
- Idmidronea triforis (Heller, 1867) → Exidmonea triforis (Heller, 1867)